# As the Sun Went Down (film 1915)
As the Sun Went Down è un cortometraggio muto del 1915 diretto da Frank Wilson.

## Trama
Una ragazza sceglie di sposare un uomo ricco, respingendo quello povero. Finiranno tutti naufraghi su un'isola.

## Produzione
Il film fu prodotto dalla Hepworth.

## Distribuzione
Distribuito dalla United Kingdom Photoplays, il film - un cortometraggio in tre bobine - uscì nelle sale cinematografiche britanniche nel novembre 1915.
Fu distrutto nel 1924 dallo stesso produttore, Cecil M. Hepworth. Fallito, in gravissime difficoltà finanziarie, Hepworth pensò in questo modo di poter almeno recuperare il nitrato d'argento della pellicola.